# روبرت راندولف بروس
روبرت راندولف بروس هو رائد أعمال ودبلوماسي كندي، ولد في 16 يوليو 1861 في Lhanbryde ‏ في المملكة المتحدة، وتوفي في 21 فبراير 1942 في مونتريال في كندا.